# Ip Ching
Ip Ching, all'anagrafe Ip Hok-ching (葉學正S, Ip ChingP; Foshan, 7 luglio 1936 – 25 gennaio 2020), è stato un artista marziale cinese, secondogenito del celeberrimo shifu Yip Man, nonché uno dei grandi maestri della scuola di Yip Man del Wing Chun.

## Biografia
Ching è nato a Foshan, in Cina nel 1936, ed è il secondogenito di Yip Man. Già in giovane età Ip Ching ha iniziato il suo addestramento insieme a suo fratello Ip Chun, sotto la supervisione del loro padre Yip Man.
Nel 1962, dopo la formazione scolastica a Foshan, Ip Ching e suo fratello maggiore Ip Chun si riuniscono con il padre a Hong Kong. Ip Ching riprese la sua formazione sotto la guida diretta di Yip Man. Yip Man insegnava nella stessa casa dove risiedeva Ip Ching. Oltre ad imparare il Wing Chun a casa di suo padre, Ip Ching è stato anche un acuto osservatore dell'insegnamento di suo padre agli altri studenti. Così facendo, ha a sua volta appreso informazioni preziose sui metodi di insegnamento del Wing Chun.
Dopo la morte di Yip Man nel 1972, Ip Ching ha continuato l'insegnamento del Wing Chun ed ha intrapreso la gestione di un'attività manifatturiera. Nel 1994 si ritirò dal lavoro in azienda per dedicarsi a tempo pieno all'insegnamento del Wing Chun. Annoverava tra i suoi studenti, Shifu come Ron Heimberger, Tony Brooks, Garner Train, Dennis Lee, Eric Lee e molti altri ancora in tutto il mondo.